# Algicidi
Algicidi su tvari iz skupine pesticida koje su namijenjene protiv algi.
Rabe se primjerice u bazenima za plivanje, fasadama zgrada i izolacijskim materijalima kod u rashladnih tornjeva ili u bojama koje se nanose na brodske trupove. 